# 立山新道
立山新道（たてやましんどう）は、かつて長野県大町市と富山県富山市を結んでいた有料道路。1880年・1881年の夏、2シーズンの営業をもって終了した。信越連帯新道（信越新道）、越信連帯新道（越信新道）、越中新道、針ノ木新道とも称された。現在では針ノ木古道と呼ばれることが多い。

## 建設までの背景
江戸時代、松本藩の塩の販売は千国街道の起点、糸魚川にあった6軒の「信州問屋」が事実上支配しており、信州側は塩の品質や価格決定に関与できない不満があった。大町野口村の庄屋は、藩に大町から立山を越えて富山へ至る、糸魚川を通過しない短絡路の設置を願い出たこともあったが、当時の立山・黒部一帯は加賀藩領であり、奥山廻りという監視体制を敷く要衝であったため却下された。

## 工事開始から営業終了まで
1870年（明治3年）加賀藩が奥山廻りを廃止すると、翌年に野口村（現大町市）の庄屋飯嶋善造（飯島善蔵）は藩に道路開設願いを出し、富山県側において旧加賀藩士らの出資者を確保しながら両県に道路会社である開通社を設立。黒部川を境に両県の開通社が道路の開削にあたった。1880年（明治13年）、ついに野口 - 針ノ木峠 - ザラ峠 - 立山温泉 - 原村（現富山市）を結ぶ有料道路として立山新道が開通。しかしながら冬季の積雪により閉鎖期間が長く収益が想定以下となったこと、また急峻な飛騨山脈を横断するため維持費が膨大な額となったことから、開通社の経営は早々に行き詰まりを見せ、1883年3月には解散の憂き目にあっている。

## 営業終了後
有料道路としては、2シーズンのみの営業であった。修復されることがなくなった道は、登山者らに供されて緩やかに廃道となった。廃道化の時期と同じくして信越本線が順次開通。地域の物資や人の移動は牛・馬や歩荷から鉄道が中心となり、立山新道を開通させる原動力であった塩の交易路の必要性は完全に消滅した。
1893年8月8日 - 9日、ウォルター・ウェストンは、大町側から立山新道の跡を沿って立山登山を行った。その際、ザラ峠から立山カルデラ内に至る旧道の光景を見渡して「火山峡の岩の側面が、崩壊（飛越地震によるカルデラ崩壊）の光景をまざまざと見せているのを見ると、この峠への道筋が見捨てられたことは、さして不思議に思わないが、いったい人間が仮にもこれを開こうと夢見たことを考えると驚嘆に値する」とコメントしており、急峻な地形に立山新道が建設された様子がうかがえる。
立山新道のルートに再び多くの人が通過するようになる時期は、黒部ダムに関連する電源開発や観光を目的に立山黒部アルペンルートが開通する1971年まで待たねばならなかった。
2017年現在、ルート上に大沢小屋、針ノ木小屋、平ノ小屋、五色ヶ原山荘があり登山道として利用可能である。一部に石畳が残るが、当時のルートが明確でない箇所も少なくない。特にザラ峠の富山側は崩落の危険がある立山カルデラ内を通るため、立山温泉を含めて通行が禁止されている。平ノ小屋付近で黒部川を渡る地点は黒部ダムの建設により水没しているが、黒部湖を渡る無料の渡し船が運航されている。

## 資料
- 大町山岳博物館には、立山新道で用いられていた通行票（木札）等の資料が所蔵されている。
- NHK名古屋「金とく」 2016年10月7日放送回において、「北アルプス 山岳古道を行く～富山と長野をつなぐ“山岳ハイウェイ”の旅～」と題して信越連帯新道（立山新道）を踏査する様子が紹介された。
- 富山県民生涯学習カレッジ テレビ放送講座 平成3年度 第7回「天険の道・越信新道」